# Urtenen-Schönbühl
Urtenen-Schönbühl es una comuna suiza del cantón de Berna, situada en el distrito administrativo de Berna-Mittelland. Limita al norte con las comunas de Ballmoos y Jegenstorf, al este con Mattstetten, al sur con Bolligen, y al oeste con Moosseedorf y Wiggiswil.
Hasta el 31 de diciembre de 2009 situada en el distrito de Fraubrunnen.

## Economía
La comuna es conocida por ser uno de los centros de comercio más importantes del cantón, en ella se encuentran los centros comerciales que sirven a la ciudad de Berna. Supermercados como Coop (antiguamente Carrefour), Migros, OBI, Manor, entre otros, tienen sus mayores centros aquí. 

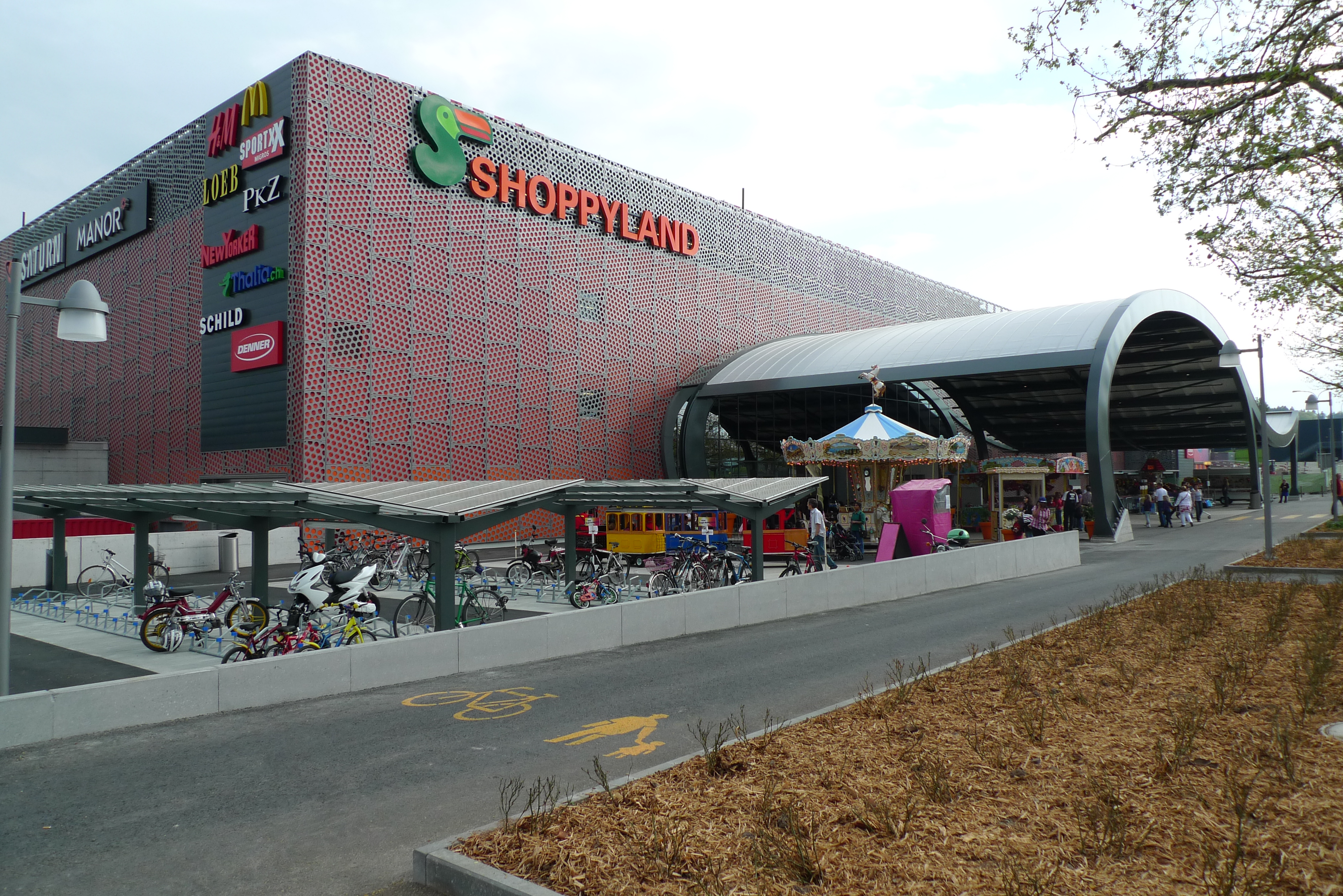
Shoppyland, centro comercial en Schönbühl.